# Baldan Tsyzhipov
Baldan Tsyzhipov –en ruso, Балдан Цыжипов– (30 de mayo de 1990) es un deportista ruso que compite en lucha libre. Ganó una medalla de bronce en el Campeonato Europeo de Lucha de 2020, en la categoría de 125 kg.

## Palmarés internacional
| Campeonato Europeo | Campeonato Europeo | Campeonato Europeo | Campeonato Europeo |
| Año                | Lugar              | Medalla            | Categoría          |
| ------------------ | ------------------ | ------------------ | ------------------ |
| 2020               | Roma (Italia)      | Medalla de bronce  | 125 kg             |